# Aknaghbyur
Aknaghbyur (in armeno Ակնաղբյուր?, Aknaġbyowr; fino al 1967 Nerkin Agdan/Nerkin Aghdan, in russo Nizhniy Agdan, 1967-1970 Morut) è un comune dell'Armenia di 551 abitanti (2009) della provincia di Tavush. Il villaggio di Aknaghbyur fu fondato nel 451 in onore di Vartan Mamikonian ed è una delle comunità rurali più antiche dell'Armenia; in anni recenti Armenia Fund ha completato diversi progetti di infrastrutture nella cittadina, come la costruzione di un gasdotto e di un sistema d'irrigazione ed il rinnovamento dell'acquedotto.